# Jérémie Renier
Jérémie Renier, född 6 januari 1981 i Bryssel, är en belgisk skådespelare. Han började som barnskådespelare och slog igenom 1996 i bröderna Dardennes Ett löfte. Han har fortsatt att medverka i flera av regissörsduons filmer, som Barnet och Lornas tystnad. Han har tilldelats belgiska Magrittepriset för bästa biroll två gånger och nominerats till Césarpriset tre gånger, inklusive för bästa huvudroll 2013 för Cloclo, där han spelar sångaren Claude François.

## Filmer i urval
- Ett löfte (1996)
- Älskande på flykt (1999)
- Vargarnas pakt (2001)
- Barnet (2005)
- Nue propriété (2006)
- Försoning (2007)
- In Bruges (2008)
- Lornas tystnad (2008)
- Sommarminnen (2008)
- Potiche - En fransk troféfru (2010)
- Pojken med cykeln (2011)
- Cloclo (2012)
- Saint Laurent (2014)
- Den okända flickan (2016)
- Kärleken och evigheten (2016)
- L'Amant double (2017)